# Miltassia
× Miltassia viết tắt là Mtssa. is the nothogenus for intergeneric hybrids between the orchid genera Brassia and Miltonia (Brs. x Milt.).